# Shigi Qutuqu
Shigi Qutuqu, né en 1178 ou 1180 et mort vers 1260, est un haut fonctionnaire au cours des premières décennies de l'Empire mongol. Fils adoptif du fondateur de l'empire Temüjin (Gengis Khan) et de son épouse Börte, Shigi Qutuqu joue un rôle important dans la codification du droit mongol, servant avec distinction en tant qu'administrateur dans le nord de la Chine. Il est peut-être également l'auteur de l'Histoire secrète des Mongols, qui le décrit dans une position plus importante dans la première société mongole.
Bien que l'Histoire secrète indique que Shigi Qutuqu est adopté par Hö'elün, la mère de Temüjin, des difficultés chronologiques excluent cette version. L'enfant trouvé est élevé dans la maison de Temüjin et est l'un des premiers Mongols à devenir alphabétisés. L'Histoire Secrète exagère son rôle lors du qurultay de 1206, mais Shigi Qutuqu est néanmoins nommé à plusieurs postes juridiques de haut rang ; il sert à ce titre lors de la conquête mongole de la dynastie Jin. Il est cependant le commandant lors de la seule défaite mongole de la campagne occidentale contre la Khwarazmia, vaincu par Jalal al-Din à la bataille de Parwan.
Sous le règne de son frère adoptif Ögedei Khan, Shigi Qutuqu poursuit sa carrière de fonctionnaire. Il met en place un recensement de la Chine du Nord en 1235-1236, ce qui permet à l'administration mongole de réviser sa politique fiscale peu de temps après. Si certains trouvent ses décrets et jugements oppressifs et partiaux, d’autres sources vantent ses qualités d’honnêteté et d’intégrité judiciaire. Ayant survécu aux luttes de pouvoir sous les règnes de Güyük et Möngke, Shigi Qutuqu est décédé à l'âge de 81 ans pendant la guerre civile toluide.

## Biographie

### Enfance
L'Histoire secrète des Mongols et le Jami'al-tawarikh de Rashid al-Din fournissent tous deux des détails sur les débuts de la vie de Shigi Qutuqu, mais les récits diffèrent grandement. Selon l'Histoire Secrète, après que le khan mongols Temüjin (plus tard intitulé Gengis Khan) eut mené un raid contre un camp tatar nommé Naratu Šitü'en, ses troupes de pillage trouvent un garçon abandonné dans le camp ; il est reconnu comme étant d'origine aristocratique car il porte un anneau de nez en or et un pourpoint de soie doublé de zibeline. L'Histoire secrète rapporte que Hö'elün, la mère de Temüjin, adopte le garçon comme son sixième enfant, le nommant Shigi Qutuqu,. Le raid sur Naratu Šitü'en peut être daté assez précisément d'une campagne menée par Temüjin en alliance avec le khan Kereit Toghrul et la dynastie chinoise Jin en mai-juin 1196, mais Shigi Qutuqu est déjà important dans la société mongole en 1206, ce qui est invraisemblable. s'il est un petit enfant dix ans plus tôt. Le récit de l'Histoire Secrète est également improbable car tous les enfants de sang pur de Hö'elün sont adultes en 1196. En le décrivant comme un noble de naissance et plus tard comme le frère adoptif de Temüjin, cette version visait peut-être à positionner Shigi Qutuqu comme un membre plus ancien de la société mongole.
Le récit de Rashid al-Din sur l'adoption de Shigi Qutuqu a lieu plus d'une décennie plus tôt. Il rapporte que lorsque Temüjin et sa femme Börte sont encore sans enfants, ils trouvèrent un jeune garçon et l'élevèrent comme leur fils ; si cela est vrai, cet incident se serait produit au début des années 1180 puisque le fils aîné de Börte, Djötchi, est né en 1182 au plus tôt. L'explication de Rashid al-Din, qui s'appuie sur les relations naturelles, est considérée comme plus plausible par des historiens modernes tels que Paul Ratchnevsky et Christopher Atwood,. Le réconfort que l'adoption de Shigi Qutuqu apporte à Börte, qui est peut-être déprimée en raison de ses difficultés à concevoir, suffit à expliquer l'honneur et l'attention qui lui sont portés par la suite. Cela explique également clairement une scène rapportée après la mort de Börte, dans laquelle Shigi Qutuqu se frappe avec les mains sur sa tombe en criant O, sayin eke minu! (litt. Oh, ma bonne mère !).
Deux incidents survenus dans l'enfance de Shigi Qutuqu sont rapportés par Rashid al-Din. Dans l’un d’eux, il réussit à maîtriser un troupeau de gazelles dans une tempête de neige hivernale ; dans l'autre, il joue un rôle en sauvant Tolui, le plus jeune fils légitime de Temüjin, d'un bandit Tayici'ut. Vers 1204, Temüjin nomma le scribe ouïghour Tatar Tong'a comme tuteur de ses fils ; Shigi Qutuqu emprunte cette nouvelle voie avec beaucoup d'habileté, enregistrant les jugements et les décrets de son père adoptif de concert avec son tuteur,.

### Sous Gengis
Au cours du grand qurultay (litt. assemblée) de 1206, Temüjin, nouvellement nommé Gengis Khan, nomme plusieurs de ses principaux commandants à des postes élevés dans le nouvel État mongol. Deux d'entre eux, Muqali et Bortchou, sont honorés plus que tous les autres, recevant la protection juridique et le commandement des ailes de l'armée mongole,. Shigi Qutuqu s'offusque de cette générosité, l'Histoire Secrète enregistrant ses paroles comme suit : « Bo'orchu et Muqali ont-ils rendu de plus grands services que les autres ? Ont-ils donné plus de leur force que les autres ? Lorsqu'il s'agit de distribuer des récompenses, il me semble que ont rendu moins de services [qu'eux]! » 
La réponse de Gengis Khan, telle qu'écrite dans l'Histoire secrète, est de demander à Shigi Qutuqu de « punir les voleurs et de réparer les mensonges » en écrivant tous les détails juridiques, y compris ceux concernant la distribution des récompenses, dans un köke debter (litt. livre bleu). Il confie à Shigi Qutuqu la définition des codes juridiques sur toute la nation mongole aux côtés de son propre demi-frère Belgutei, qu'il nomme de premier Darughachi (litt. juge),,. Il lui donne également la charge de garantir le bon partage des territoires et des gains. Les historiens modernes considèrent ce récit comme biaisé : Ratchnevsky suggère que l'Histoire secrète, cherchant à démontrer que Gengis Khan est influencé par son entourage, « exagère manifestement l'autorité de Shigi Qutuqu », tandis qu'Atwood estime que la chronique confond les événements du qurultay de 1206 avec les événements ultérieurs,,. Néanmoins, Shigi Qutuqu est à un moment donné chargé de maintenir les lois des Mongols, éventuellement en établissant une sorte de jurisprudence, comme cela est rapporté plus tard par Rashid al-Din,. Il n'est probablement pas personnellement l'auteur des textes légaux et fait superviser ce travail à des scribes instruits par Tatar Tong'a,.
Shigi Qutuqu participe à la première campagne mongole contre la dynastie Jin. Après la fuite de l'empereur Xuanzong vers le sud, à Kaifeng, la ville de Zhongdu tombe aux mains des Mongols après un long siège le 31 mai 1215. Bien que la ville soit entièrement pillée, Gengis Khan a personnellement envoyé Shigi Qutuqu pour sécuriser et confisquer le trésor de la dynastie Jin. Pour sa comptabilité honnête et l'enregistrement du pillage, il est hautement félicité par Gengis Khan - un événement non seulement enregistré dans l'Histoire secrète et par Rashid al-Din, mais également dans le Shengwu qinzheng lu,,. Le Yuan Shi note que Shigi Qutuqu assume des fonctions administratives après l'occupation du nord de la Chine, ses attributions comprenant la nomination de fonctionnaires mineurs.
À la tête de l'avant-garde impériale lors de l'invasion mongole de l'empire Khwarazmian, Shigi Qutuqu commande la bataille de Parwan, première défaite de la campagne des Mongols,. Ce revers est décrit en détail par Rashid al-Din et d'autres chroniqueurs persans tels que Minhaj-i Siraj Juzjani et Ata-Malik Juvayni, et de manière plus laconique par les chroniques mongoles : l'Histoire secrète, le Shengwu qinzheng lu et le Yuan Shi. Selon Juvayni, avant la bataille de Parwan, Shigi Qutuqu saccage et incendie la ville de Ghazni avec environ 10 000 soldats, avant de contribuer à achever la capture de Merv en 1221,. Il est envoyé avec environ 30 000 hommes pour vaincre le prince Khwarazmien Jalal al-Din Mangburni, mais est repoussé par son ennemi après deux jours de durs combats, échappant de peu à une mort douloureuse aux mains des forces de Jalal al-Din.
En apprenant la défaite de son fils adoptif, Gengis Khan entreprend de le venger avec ses trois fils aînés : Djötchi, Djaghataï et Ögedei. Il critique le choix du champ de bataille de Shigi Qutuqu et indique que ses victoires constantes l'ont rendu négligeant,. Lors de la bataille de l'Indus, au cours de laquelle Gengis défait Jalal al-Din, Shigi Qutuqu est nommé pour garder les soldats khwarazmiens capturés.

### Sous Ögedei
Lors de l'accession d'Ögedei au trône mongol après la mort de Gengis en 1227, il honore son frère adoptif en le nommant « frère aîné » et en le plaçant après ses fils dans l'ordre de préséance mongol. Shigi Qutuqu participe à la campagne de 1231 contre les Jin sous le commandement de Tolui et est impliqué dans des actions le long du fleuve Jaune ; il est affecté au service de Sorghaghtani Beki après la mort de son mari Tolui et est présent à la chute de Kaifeng,. Il participe également brièvement à une campagne de 1235 contre la dynastie des Song du Sud sous le commandement de Köchü, le troisième fils d'Ögedei.
En tant qu'éminent érudit et fonctionnaire mongol, Shigi Qutuqu est nommé au milieu de l'année 1234 au poste de chef jarghuchi dans le nord de la Chine. Agissant de concert avec le fonctionnaire chinois Yelü Chucai, il met en place un recensement général des territoires capturés de Yanjing en 1235-1236,. Le recensement indique que plus de la moitié des fiefs conquis reviennent, par apanage, aux mongols. Shigi Qutuqu et Ögedei s'accordent pour que les autres fiefs du territoire devraient être redistribuées et partagées aux différents soldats chinois et mongols. Yelü Chucai s'oppose à cette proposition en proposant plutôt d'établit un système de collecte fiscale sur les fiefs non assignés.
Les historiens médiévaux lui attribuent l'intégrité judiciaire et la qualité administrative, tandis que les historiens modernes attribuent une bonne partie du succès des réformes fiscales d'Ögedei à la mise en œuvre par Shigi Qutuqu du recensement et d'autres réformes. Il est cependant connu pour favoriser les adeptes du bouddhisme tels que le moine Haiyun (1203-1257), qu'il consulte pour obtenir des conseils sur des questions pratiques et personnelles ; Haiyun profite de cette connexion pour obtenir des concessions pour la population bouddhiste pendant la domination mongole. L'ambassadeur de la dynastie Song, Xu Ting, qualifie les excès financiers de Shigi Qutuqu de « terribles », tandis que d'autres auteurs tels que Liu Bingzhong lui reprochent des missions de corvée élevées et une atmosphère économique généralement répressive.
Le reste de la vie de Shigi Qutuqu est incertain. En tant que membre éminent de la famille impériale mongole, il retourne probablement au Karakorum pour participer au kurultai après la mort de Güyük en 1248 ; il réussit à éviter la mort dans les luttes de pouvoir qui suivent, probablement en raison de sa loyauté divisée entre les branches Ögedeid et Toluid de la famille impériale Borjiguine. Ayant survécu au nouveau khagan Möngke, Shigi Qutuqu meurt en 1260 pendant la guerre civile toluide. On ne sait pas quel parti il prend dans le conflit entre les fils de Tolui, Ariq Böke et Kublai.

## Postérité
Shigi Qutuqu jette les bases des procédures juridiques dans tout l'empire grâce à ses premières activités judiciaires. Sous le nom de Siri Qutug, il est une figure centrale des légendes entourant Gengis Khan jusqu'à la fin du Moyen Âge. La fille de son fils San-la épouse un ingénieur militaire de haut rang qui créée une académie privée à Henan ; leur fils Mu-yen Temur est devenu un collectionneur de livres renommé.
Un nombre important d'érudits associent Shigi Qutuqu à un certain rôle dans la paternité de l'Histoire secrète des Mongols. En apparence, Shigi Qutuqu est un érudit qui grandit dans la maison de Temüjin et est personnellement impliqué dans de nombreux événements importants. Il est l'un des Mongols les plus qualifiés pour écrire une telle histoire. Le texte lui-même lui est également très favorable : il discute de manière très complète de ses succès mais rejette sa défaite à Parwan en une phrase. L'Histoire Secrète ignore également complètement la carrière de Chinqai (1169-1252), un haut fonctionnaire mongol dont la carrière rivalise avec celle de Shigi Qutuqu, et désapprouve la carrière de Muqali,. Un débat concerne la datation de la composition de l’Histoire secrète sur la question de savoir si la majorité de l’œuvre est écrite en 1228 et complétée par la suite, ou si l’œuvre est créée dans son intégralité en 1252. Il n’est pas certain que le travail est dirigé par Shigi Qutuqu lui-même, par un employé de sa maison, ou par d'autres écrivains entièrement.
Dans l'actuelle Mongolie, l'Université Shihihutug d'Oulan-Bator porte son nom et une statue le représentant y est inaugurée en 2023 sur le campus principal.